# 스타라야라도가

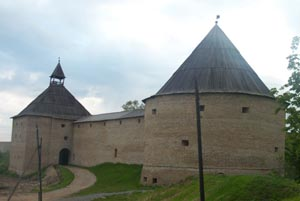
스타라야라도가 요새

스타라야라도가(러시아어: Старая Ладога)는 러시아의 레닌그라드주에 위치한 루스인들의 고대 도시이다. 라도가호, 볼호프강과 접하며 볼호프에서 북쪽으로 8km 정도 떨어진 곳에 위치한다.
고대 노르드어로 쓰여진 사가 작품에서 "알데이위보르그"(Aldeigjuborg)라는 이름으로 등장할 정도로 오랜 역사를 자랑한다. 바랑기아인과 동슬라브인들을 포함한 여러 민족이 이 곳에 정착하면서 루스인이 형성되었기 때문에 루스 최초의 도시이자 루스 카간국의 중심지로 여겨진다.
연륜연대학 연구에 따르면 스타라야라도가는 753년에 등장했다고 한다. 950년까지는 루스 카간국과 그 후신인 키예프 루스의 주요 도시를 연결하는 동유럽 중개 무역의 중심지로 여겨졌다. 1703년 러시아 제국의 표트르 1세 황제가 라도가호 연안에 노바야라도가를 설립하면서 스타라야라도가는 쇠퇴했다.